# رد سباستین
سپه گیدو ایوون هرمان (انگلیسی: Seppe Guido Yvonne Herreman; تلفظ‌شده به صورت [ˈsɛpə ˈhɛrəˌmɑn]؛ زادهٔ ۱۳ مه ۱۹۹۹) که با نام هنری رد سباستین (Red Sebastian) شناخته می‌شود، خواننده و ترانه‌پرداز اهل بلژیک است. او نمایندهٔ بلژیک در مسابقهٔ آواز یوروویژن ۲۰۲۵ بود و با ترانهٔ «نورهای استروب» (Strobe Lights) در این رقابت شرکت کرد.

## زندگی شخصی
رد سباستین در خنت، بلژیک زندگی می‌کند. او یک گربه به نام دوشس دارد و گفته است که کریستینا آگیلرا یکی از دلایلی بوده که او را به سمت خوانندگی کشاند. او همچنین به کارائوکه علاقه‌مند است. سباستین خود را عضوی از جامعهٔ LGBTQ+ معرفی می‌کند.